# Cuyahoga Falls
Cuyahoga Falls é uma cidade localizada no estado norte-americano de Ohio, no Condado de Summit.

## Demografia
Segundo o censo norte-americano de 2000, a sua população era de 49.374 habitantes.
Em 2006, foi estimada uma população de 50.398, um aumento de 1024 (2.1%).

## Geografia
De acordo com o United States Census Bureau tem uma área de
66,4 km², dos quais 66,2 km² cobertos por terra e 0,2 km² cobertos por água.

## Localidades na vizinhança
O diagrama seguinte representa as localidades num raio de 12 km ao redor de Cuyahoga Falls.